# Gorgidas
Gorgidas (starořecky Γοργίδας) byl thébský vojevůdce, který proslul jako zakladatel elitní jednotky thébské armády zvané Svatý oddíl. Oddíl, čítající asi 300 mužů, složil kolem roku 378 př. n. l. z homosexuálních párů. Jednotka se vyznamenala v bitvě u Leukter proti Spartě roku 371 př. n. l., v roce 338 př. n. l. byla ale kompletně zničena v bitvě u Chairóneie proti Filipu II. Makedonskému.